# مقاطعة أستانة أشرفية
مقاطعة أستانة أشرفية (بالفارسية: شهرستان آستانه اشرفیه) هي مقاطعة إيرانية في محافظة غيلان في إيران. عاصمة المقاطعة هي أستانة أشرفية. بلغ عدد سكانها في عام 2006 107,801 في 32,202 عائلة.